# Toruń Dworski
Toruń Dworski (prononciation : [ˈtɔruɲ ˈdvɔrski]) est un village polonais de la gmina de Nasielsk dans le powiat de Nowy Dwór Mazowiecki de la voïvodie de Mazovie dans le centre-est de la Pologne.
Il se situe à environ 11 km au sud-ouest de Nasielsk (siège de la gmina), 10 km au nord de Nowy Dwór Mazowiecki (siège du powiat) et à 39 km au nord-ouest de Varsovie (capitale de la Pologne).

## Histoire
De 1975 à 1998, le village appartenait administrativement à la voïvodie de Ciechanów.